# برد گوری دزداران ۱۴ و ۱۵
برد گوری دزداران ۱۴ و ۱۵ در شهرستان کوهرنگ، روستای دو آب صمصامی واقع شده و این اثر در تاریخ ۸ خرداد ۱۳۸۰ با شمارهٔ ثبت ۳۸۷۲ به‌عنوان یکی از آثار ملی ایران به ثبت رسیده است.